# Funktionalität (Produkt)
Als Funktionalität (lateinisch fungire; „funktionieren, vollbringen, einen Wert haben“) wird in der Technik und in der Informationstechnologie die Eigenschaft oder Fähigkeit eines Produktes oder eines Bauteils bezeichnet, eine oder mehrere bestimmte Funktionen zu erfüllen.

## Allgemeines
Die Funktionalität und Spezifikation werden allein durch den Hersteller festgelegt. Sie ist ein wichtiger Bestandteil der Produktqualität und der Kundenerwartungen. Die Funktionalität ergibt sich im Regelfall aus der Gebrauchsanleitung, in der auch die technischen Daten erwähnt werden. Aus diesen Daten leitet sich die Funktionalität ab.
Funktionen sind dazu bestimmt, definierte Anforderungen zu erfüllen. Die Produktentwicklung geschieht überwiegend mit Hilfe eines konstruktiven Entwicklungsprozesses, steht an dessen Beginn und weist im einfachsten Falle eine Produktdefinition mit einer Anforderungsliste auf. Beim Produktdesign ist die Funktionalität einer der wichtigsten Aspekte.

## Geräte
Technische Anlagen, insbesondere Geräte jeder Art, sind mit einer Bedienungsanleitung verbunden, welche die Mensch-Maschine-Interaktion regelt. Die Haupteigenschaft von Geräten ist es, funktionstüchtig zu sein. Ihre Funktionalität ergibt sich einerseits aus der Gerätetechnik, die auf dem neuesten Stand der Technik sein muss, und andererseits aus Gebrauchsanleitung, die auch den Verwendungszweck festlegt. Sie vermittelt nicht nur den Gebrauch eines Gerätes, sondern warnt auch vor Gefahren, die sich aus einem (unsachgemäßen) Gebrauch, wie Bedienungsfehlern, ergeben können. Deshalb sind alle technische Anlagen mit einer Bedienungsanleitung verbunden, welche die Mensch-Maschine-Interaktion regelt.

## Informationstechnologie
Generell wird in der Informationstechnologie zwischen der Geräte- und Anwendungsfunktionalität unterschieden. Geräte sind Computer (Personal Computer, Smartphones, Tablets, Wearables), Anwendungen betreffen die Software. Funktionalität bedeutet bei erworbener Software, dass bei ihrem Start, bei der Eingabe eines Befehls oder bei Anklicken, dass ein programmseitig definierter Arbeitsvorgang ausgelöst wird. In der Softwareanforderung ist die Funktionalität – neben Änderbarkeit/Wartbarkeit, Benutzbarkeit, Effizienz, Übertragbarkeit und Zuverlässigkeit – ein wesentliches Qualitätsmerkmal.
Normen aus dem Bereich „Software“
Es gibt Normen, in denen der Versuch unternommen wird, wichtige Produktfunktionen näher zu umreißen:

Teilziele der Funktionalität sind nach ISO/IEC 9126 (Nachfolger ISO 25000):
- Angemessenheit: Eignung von Funktionen für spezifizierte Aufgaben, zum Beispiel aufgabenorientierte Zusammensetzung von Funktionen aus Teilfunktionen.
- Sicherheit: Fähigkeit, unberechtigten Zugriff, sowohl versehentlich als auch vorsätzlich, auf Computerprogramme und Daten zu verhindern.
- Interoperabilität: Fähigkeit, mit vorgegebenen Systemen zusammenzuwirken.
- Konformität: Fähigkeit des Softwareprodukts, Standards, Konventionen oder gesetzliche Bestimmungen und ähnliche Vorschriften, bezogen auf die Funktionalität, einzuhalten.
- Ordnungsmäßigkeit: Merkmale von Software, die bewirken, dass die Software anwendungsspezifische Normen oder Vereinbarungen oder gesetzliche Bestimmungen und ähnliche Vorschriften erfüllt.
- Richtigkeit: Liefern der richtigen oder vereinbarten Ergebnisse oder Wirkungen, zum Beispiel die benötigte Genauigkeit von berechneten Werten.

## Technische Aspekte
Nur bei sorgfältiger Beschreibung der Leistung einschließlich Beschaffenheit und Funktionalität kann die notwendige Produktqualität sichergestellt werden. Bedienelemente (Befehlsgeber bei Maschinen, Steuerelemente bei technischen Anlagen) müssen gemäß der Bedienungsanleitung bedient werden, da ansonsten Bedienungsfehler auftreten und die Funktionalität einschränken oder verhindern. Bedienungsfehler sind menschliches Versagen, Fehlfunktionen sind technisches Versagen. Ist die Funktionalität ganz oder teilweise nicht vorhanden, spricht man von Fehlfunktion oder technischem Versagen, einem bedeutenden Produktrisiko.